# Guaracava-cinzenta

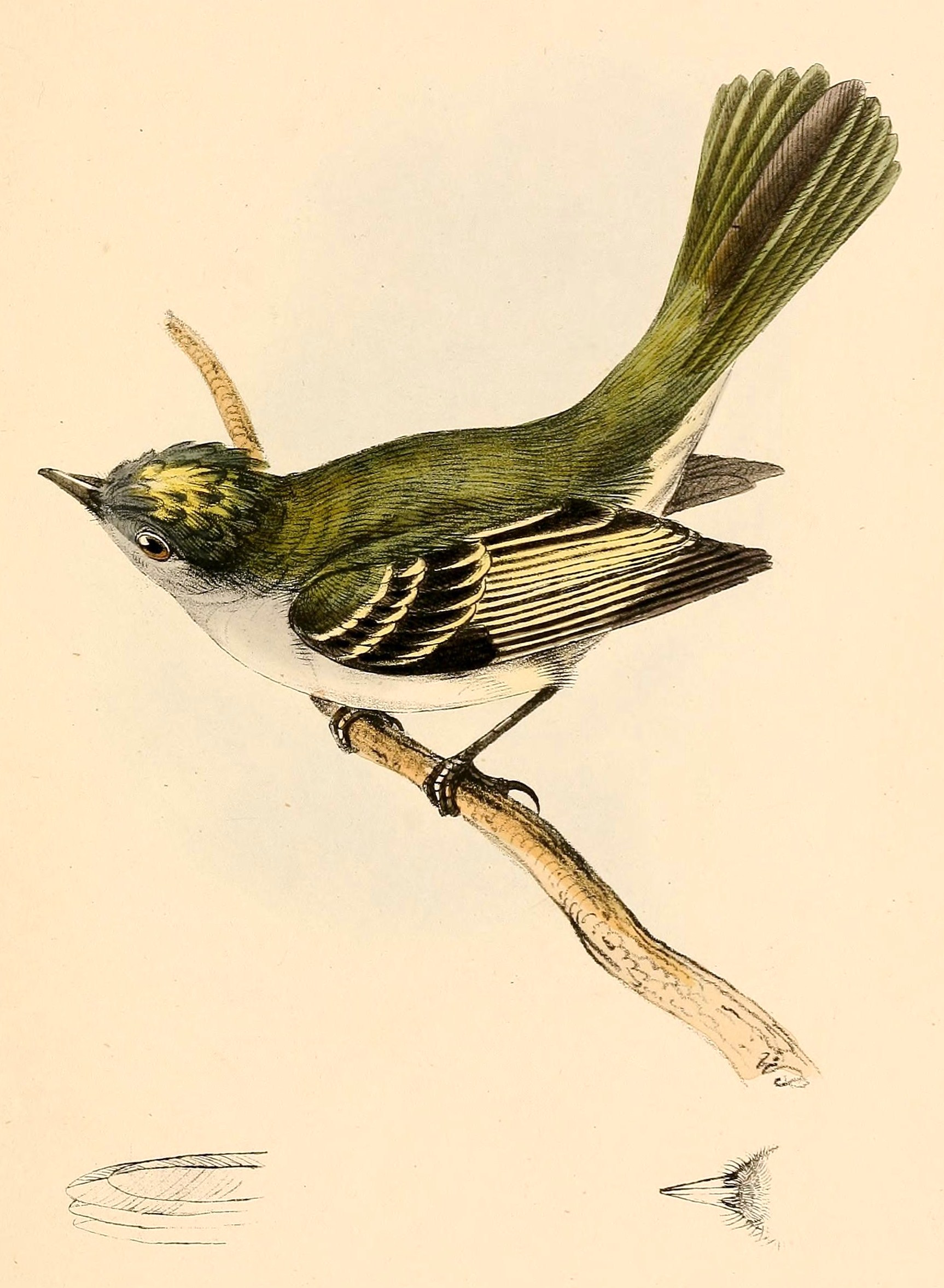
Myiopagis caniceps Swainson,1841

Elénia-cinzenta ou guaracava-cinzenta (Myiopagis caniceps) é uma espécie de ave da família Tyrannidae.
Pode ser encontrada nos seguintes países: Argentina, Bolívia, Brasil, Colômbia, Equador, Guiana Francesa, Guiana, Panamá, Paraguai, Peru e Venezuela.
Os seus habitats naturais são: florestas subtropicais ou tropicais húmidas de baixa altitude.